# Seznam grških pianistov
Seznam grških pianistov.

## A
- Nicolas Astrinidis

## B
- Gina Bachauer

## C
- Costis Christodoulou

## K
- Pandelis Karayorgis

## M
- Loris Margaritis
- Othon Mataragas
- Dimitri Mitropoulos

## S
- Dimitris Sgouros (*1969)

## Y
- Yanni